# Йохан Натерер
Йохан Натерер (на немски: Johann Natterer) е австрийски зоолог, пътешественик, изследовател на Южна Америка.

## Биография
Роден е на 9 ноември 1787 година в Лаксенбург, тогава в пределите на Австрийската империя, в семейство на ветеринар. От ранна детска възраст се привързва към животните. През 1802 – 1803 следва зоология и след завършване на образованието си се отдава на събиране на колекции от насекоми и птици.
През 1817 г. император Франц II жени дъщеря си Мария-Леополдина за португалския принц Педру де Алкантара, който по-късно става император на Бразилия под името Педро I. По този повод императорът спонсорира Австро-баварската научна експедиция в Бразилия, в която освен Натерер са поканени още Йохан Пол, Йохан фон Спикс и Карл Фридрих Филип фон Мартиус.
Йохан Натерер прекарва в Бразилия цели 18 години, като от 1817 до 1820 г. пресича Бразилската планинска земя от горното течение на река Токантинс през платото Мату Гросу до горното течение на река Мадейра. Плава по нея и по Амазонка до Атлантическия океан. Следващите години, до 1835, Натерер прекарва в Бразилската планинска земя като събира огромно количество флора и фауна (над 60 хил. насекоми), систематизирани по видове и родове, които предава на Природонаучния музей във Виена. Над 30% от събраните от него насекоми и растения са нови за науката по това време. Голяма част от отчетите и дневниците му за пътуванията му в Бразилия изгарят по време на голям пожар във Виена през 1848 г.
Умира на 17 юни 1843 година във Виена на 55-годишна възраст.